# Rivière aux Cerises
Rivière aux Cerises är ett vattendrag i Kanada.   Det ligger i provinsen Québec, i den sydöstra delen av landet, 280 km öster om huvudstaden Ottawa.
Omgivningarna runt Rivière aux Cerises är en mosaik av jordbruksmark och naturlig växtlighet. Runt Rivière aux Cerises är det ganska glesbefolkat, med 45 invånare per kvadratkilometer.